# First and Last and Always
First and Last and Always је дебитантски студијски албум енглеског готик бенда The Sisters of Mercy.

## Позадина
Бенд су 1980. године основали Ендру Елдрич и Гери Маркс у Лидсу. До 1983. продуцирали су пет синглова и два ЕП-а, који су објављени на сопственој инди издавачкој кући групе Merciful Release, а дистрибуирани су и независно. Како је бенд постајао све успјешнији и редовно се појављивао на UK Indie Chart-у, први студијски албум је најављен 1983. за сљедећу годину. Елдрич је процјенио трошкове производње на 40.000 фунти,што је сума која премашује финансијске могућности инди бенда. Отприлике у исто вријеме почели су разговори са заинтересованим издавачким кућама. Елдрич, који је водио менаџмент и пословне бенда, преговарао је са неколико дискографских кућа почетком нове године и коначно потписао задовољавајући уговор са WEA Records.
У Strawberry Records Studios у Стокпорту, The Sisters of Mercy су снимили свој први сингл у марту 1984. за WEA Body and Soul, који је компоновао и продуцирао лично Елдрич и који је објављен 4. јуна 1984. Body and Soul је достигао 46. мјесто на UK Singles Chart. Од 2. маја до 6. јуна, бенд је био на турнеји по Великој Британији и Европи и испробао нову композицију Герија Маркса коју је касније користио у Ghost Dance-у.

## Снимање

### Демо сесије
Након интензивних сесија писања пјесама, Гери Маркс је ушао у Parkside Studios, „мали студио у комплексу за пробе поред Armley Road-a гдје сам био са Вејном да снимим неке нове демо снимке са њим како пјева“. Снимке је направио Стив Елен. Елдрич је био одушевљен новим материјалом и пустио је неке инструменталне демо снимке новинару Melody Maker-a Адаму Свитингу: „Мислим да ће ове ствари бити невјероватне, као ништа што смо икада раније радили“

## Копмозиција
За сесије албума бенд је набавио нову ритам машину, Oberheim DMX.Текстове албума је написао Ендру Елдрич, који је рекао да његово писање „више дугује монтажи колажа на филму“. Њихов садржај, са различитим референцама на дрогу и раздвајање, одражава Елдричево стање у то вријеме: „Био сам толико погођен када сам написао текст на албуму да уопште нема дистанцирања личности.“ Гери Маркс: „Када смо ми били у питању. правили албум Ендру се растајао са својом дугогодишњом дјевојком и био сам близу напуштања бенда. Oве двије ствари су довеле до бројних референци у стиховима, који као да покривају његов опроштај од нас обоје“ Елдрич је касније потврдио да су стихови „Walk Away" упућени Герију Марксу: „Мислио сам да је један од њих посебно могао сматрати да је то мало релевантно.” Гери Маркс: Walk Away може бити или не мора бити о мени; није ме брига јер ми се пјесма не свиђа. Једини текст који ме увек нервира је стих из 'Some kind of Stranger' који каже 'пажљиво остаје неодлучан на вратима', што сам дефинитивно схватио као прозивку мене.“

## Објављивање и посљедицe
Дана 8. марта 1985. објављен је сингл "No Time to Cry", који је достигао 63. мјесто на UK Chart. Како би се поклопило са издавањем албума, турнеја по Великој Британији почела је 9. марта. 11. марта, WEA Records Ltd. објавила је албум у Великој Британији уз позитивне реакције штампе. Маркс је 1. априла одсвирао свој последњи концерт са The Sisters of Mercy, након чега је услиједио ТВ наступ дан касније, током којег је бенд свирао уживо у студијским верзијама „First and Last and Always“ и „Marian“. Преостали трио, са Вејном Хасијем на рамену свих гитарских делова, започео је још једну турнеју по Европи и САД 12. априла, која је настављена до 7. јуна. Други ТВ наступ за њемачку ТВ емисију Formel Eins, током које је бенд изводио пјесму „No Time to Cry“, емитован је 15. априла 1985. The Sisters of Mercy су одсвирали свој последњи концерт по плану 18. јуна 1985. у Royal Albert Hall. Гери Маркс, који је био најављен да учествује, није се појавио. Видео је 1986. године објавио PolyGram.

## Комерцијални учинак
Продукција албума је оставила бенд у огромним дуговима. Према Елдричу, албум је надокнадио трошкове производње 1988. године. Албум је достигао врхунац на 14. мјесту UK Album Chart-a, са јаком регионалном продајом на сјеверу Енглеске. Албум је сертификован сребром (са 60.000 продатих) 30. октобра 1987. и златом (са 100.000 продатих) 8. маја 1989. године од стране Британске Фонографске Индустрије. У Њемачкој, другом највећем тржишту групе после Велике Британије, албум је достигао врхунац на 40. мјесту и добио је сертификат као златни (са 250.000 продатих) 2011. године. У САД, албум није ушао на Билборд 200. Што се тиче неуспјеха синглова бенда да пробију 40 у најбољих у Великој Британији, Елдрич је касније прокоментарисао: „Били смо близу. Наш неуспјех да се пробијемо није имао никакве везе са нама. Мислим да је бенд урадио све што је било потребно, иако нисмо били спремни да се спакујемо на начин на који су то биле друге групе“.

## Списак пјесама
| №  | Назив                   | Трајање |  |
| 1. | Black Planet            | 4:26    |  |
| 2. | Walk Away               | 3:24    |  |
| 3. | No Time to Cry          | 4:03    |  |
| 4. | A Rock and a Hard Place | 3:34    |  |
| 5. | Marian (Version)        | 5:44    |  |

| №               | Назив                     | Трајање |  |
| 1.              | First and Last and Always | 4:02    |  |
| 2.              | Possession                | 4:39    |  |
| 3.              | Nine While Nine           | 4:12    |  |
| 4.              | Amphetamine Logic         | 4:54    |  |
| 5.              | Some Kind of Stranger     | 7:20    |  |
| Укупно трајање: | Укупно трајање:           | 45:37   |  |